# MSConfig
微軟系統設定公用程式（Microsoft System Configuration Utility）或MSConfig（在Windows Vista和更高版本中簡稱系統設定或系統組態（System Configuration））是微軟公司Windows作業系統中的一項功能，目的是處理計算機啟動過程中存在的問題。除了Windows 2000之外，Windows 98之後所有的Windows作業系統均內置了MSConfig。雖然系統設定公用程式不為Windows 95和Windows 2000的用戶而設計，但他們仍可下載這項功能。Windows用戶可以利用系統設定公用程式對開機運行的程序進行調整，以及修改設定文件等等。一般情況下，開啟MSConfig的辦法是利用運行對話框，Windows用戶通常無法在開始選單和控制面板中找到MSConfig。 
可以被MSConfig修改的文件包括Windows 9x系統的AUTOEXEC.BAT、CONFIG.SYS、WIN.INI和SYSTEM.INI。對於早於Windows Vista的Windows NT系統則有WIN.INI、SYSTEM.INI和BOOT.INI。利用系統設定公用程式可以對Windows設置診斷啟動（載入最低數量的驅動程序、電腦程序和相關服務）。

## 功能
系統設定公用程式的功能因Windows版本不同而有所差異。
- 在Windows 98和Windows 2000中，它可以對高級除錯設定進行設置，還可以開啟通用系統工具。
- 在Windows 98中，它可以備份和復原啟動文件。
- 在Windows ME中增添了“Static VxDs”、“Environment”和“International”三個新的標籤，其中Static VxDs標籤允許用戶開啟或關閉虛擬設備驅動器。Environment標籤允許用戶開啟或關閉環境變量。International標籤允許用戶設置原先由真實模式MS-DOS設定文件設置的國際語言鍵盤佈局。Startup標籤的Cleanup按鈕允許用戶清理作廢的與被刪除的啟動輸入數據。
- 在Windows ME和Windows XP中，它能從最初的Windows安裝套中復原單個文件。
- 在Windows XP和Windows Vista中，它能在除錯中隱藏所有的作業系統服務。
- 在Windows Vista和以後的版本中增添了對一些新功能的支持比如系統信息，互聯網設定，開啟或關閉使用者帳戶控制功能。
- 對於Windows XP和Windows Vista作業系統，還可以通過更新添加工具標籤[1]。

## 外部連結
- （英文）MSConfig幫助 （页面存档备份，存于）
- （繁體中文）系統設定公用程式指南 （页面存档备份，存于）